# Brachythecium pallescens
Brachythecium pallescens là một loài rêu trong họ Brachytheciaceae. Loài này được Dixon & Thér. mô tả khoa học đầu tiên năm 1932.